# Карпати (гандбольний клуб)
| Гандбольний клуб «Карпати» | |
| Ліга                       | Чемпіонат України з гандболу серед жінок, Суперліга |
| Країна                     | Україна |
| Місто                      | Ужгород |
| Кольори                    | |
| Попередні назви            | Спартак, Колос, Буктянка |
| Тренер                     | Віктор Чернов |
| Капітан                    | Анна Лезінська |
| Титули                     | триразовий чемпіон Суперліги України (2012, 2013, 2014) семиразовий срібний призер Чемпіонату України (2011, 2015, 2016, 2017, 2018, 2019, 2021). триразовий бронзовий призер (1997, 2008, 2020). володар Кубка України (2018) дворазовий фіналіст Кубка України (2016, 2019) фіналіст Суперкубка України (2018) |
| Офіційний сайт             | http://www.hc-karpaty.org/ |

«Карпати» — жіночий гандбольний клуб з Ужгорода. Заснований 1969 року. Триразовий чемпіон (2012, 2013, 2014), семиразовий срібний призер (2011, 2015, 2016, 2017, 2018, 2019, 2021) і триразовий бронзовий призер чемпіонату України. Володар Кубка України (2018) та дворазовий фіналіст (2016, 2019). Фіналіст Суперкубка України (2018).

## Історія
Заснований у 1969 році під назвою «Спартак» (Берегове), на базі місцевої ДЮСШ. Ініціатором створення дорослої гандбольної команди був тренер місцевої ДЮСШ Йосип Зупко. Того ж року команда дебютувала в другій групі чемпіонату УРСР. У своєму дебютному сезоні в національних змаганнях одразу ж стали переможцями чемпіонами та підвищилися в класі. У 1986 році стали переможцями чемпіонату УРСР, а в 1980 та 1989 роках ставали срібними призерами. У 1988 році команда посіла 3-тє місце в кубку СРСР. У 1989 році команда переїхала до Ужгорода. 1996 року ужгородська команда вперше взяла участь у Кубку Міст, в якому дійшли до 1/8 фіналу, де поступилися данському «Ікасту» (17:18, 24:14). У 1997 році «Карпати» під керівництвом Віктора Чернова посіли третє місце в чемпіонаті України й дебютували в кубку ЄГФ. Але в 1/8 фіналу ужгородки поступилися румунському «Галацу».
У 2003 році жіноча збірна Закарпаття з гандболу, сформована на базі «Карпат», посіла друге місце на II Всеукраїнських іграх. Завдяки цьому успіху одразу 10 гравчинь команди отримали звання Майстер спорту України.
У 2004 році ужгородська команда посіла 4-те місце в чемпіонаті України. На початку 2005 року відбулися зміни в керівництві клубу. У сезоні 2011/12 років на чолі з Борисом Петровським «Карпати» вперше стали чемпіонами України.

## Виступи в єврокубках
| Сезон   | Змагання      | Раунд | Клуб         | 1-ий матч | 2-ий матч | Загалом |
| ------- | ------------- | ----- | ------------ | --------- | --------- | ------- |
|         |               |       |              |           |           |         |
| 2016/17 | Кубок виклику | 3Р    | Ротвайсс Тун | 34–25     | 20–17     | 54–42   |
| 2016/17 | Кубок виклику | 1/8   | Цуг          | 25–29     | 25–36     | 50–65   |

## Склад команди
| №  | Ім'я, прізвище        | Позиція         | Країна | Дата народження |
| -- | --------------------- | --------------- | ------ | --------------- |
| 1  | Єлизавета Воронько    | воротар         |        |                 |
| 16 | Ірина Яблонська       | воротар         |        |                 |
| 12 | Є.Шмітко              | воротар         |        |                 |
| 16 | Катерина Шеламова     | воротар         |        |                 |
| 13 | Ірина Компанієць      | півсередня      |        |                 |
|    | Ольга Сухецька        | ліва півсередня |        |                 |
| 23 | Н.Чундак              | півсередня      |        |                 |
| 6  | Ірина Дронова         | ліва півсередня |        |                 |
|    | Євгенія Білик         | лінійна         |        |                 |
|    | Н.Шипляк              |                 |        |                 |
| 13 | Наталія Петровська    | лінійна         |        | 21/04/1986      |
| 21 | Анна Лезінська        | лінійна         |        |                 |
|    | Олександра Фурманець  | правий кут      |        |                 |
| 8  | Тетяна Кильч          | ліва півсередня |        |                 |
|    | Анастасія Попович     | лінійна         |        |                 |
|    | О. Коман              | розігруюча      |        |                 |
|    | Анастасія Мелекесцева | розігруюча      |        |                 |
| 4  | І. Щипанська          | розігруюча      |        |                 |
|    | К.Купчак              |                 |        |                 |
| 9  | Яна Готра             | лівий кут       |        |                 |